# Charles N'Zogbia
Charles N'Zogbia (Harfleur, 28 mei 1986) was een Frans voetballer die bij voorkeur als linkermiddenvelder speelde. Hij verruilde in juli 2011 Wigan Athletic voor Aston Villa. N'Zogbia debuteerde in 2010 in het Frans voetbalelftal. In 2016 beëindigde hij zijn carrière naar aanleiding van een hartprobleem, dat werd ontdekt toen hij een transfer wilde maken van Aston Villa naar FC Nantes.

## Clubstatistieken
| Seizoenen     | Club             | Competitie     | Duels | Goals | Transferprijs (euro) |
| ------------- | ---------------- | -------------- | ----- | ----- | -------------------- |
| 2003-2004     | Le Havre AC      | Ligue 2        |       |       | Jeugd                |
| 2004-jan 2009 | Newcastle United | Premier League | 118   | 9     | 1 miljoen            |
| jan 2009-2011 | Wigan Athletic   | Premier League | 83    | 15    | 6,4 miljoen          |
| 2011-         | Aston Villa      | Premier League | 80    | 4     | 9,5 miljoen          |